# Chutes de Barrakunda
Les chutes de Barrakunda (aussi Barra Kunda) est une cascade située dans la région de Tambacounda, au Sénégal, en Afrique de l'Ouest.
Elles sont situées à 480 km en amont de l'embouchure du fleuve Gambie,, à proximité de la frontière avec la Gambie.
L'explorateur portugais Diogo Gomes a été le premier Européen à naviguer sur le fleuve Gambie jusqu'à ces rapides en 1457.